# Ziehfett

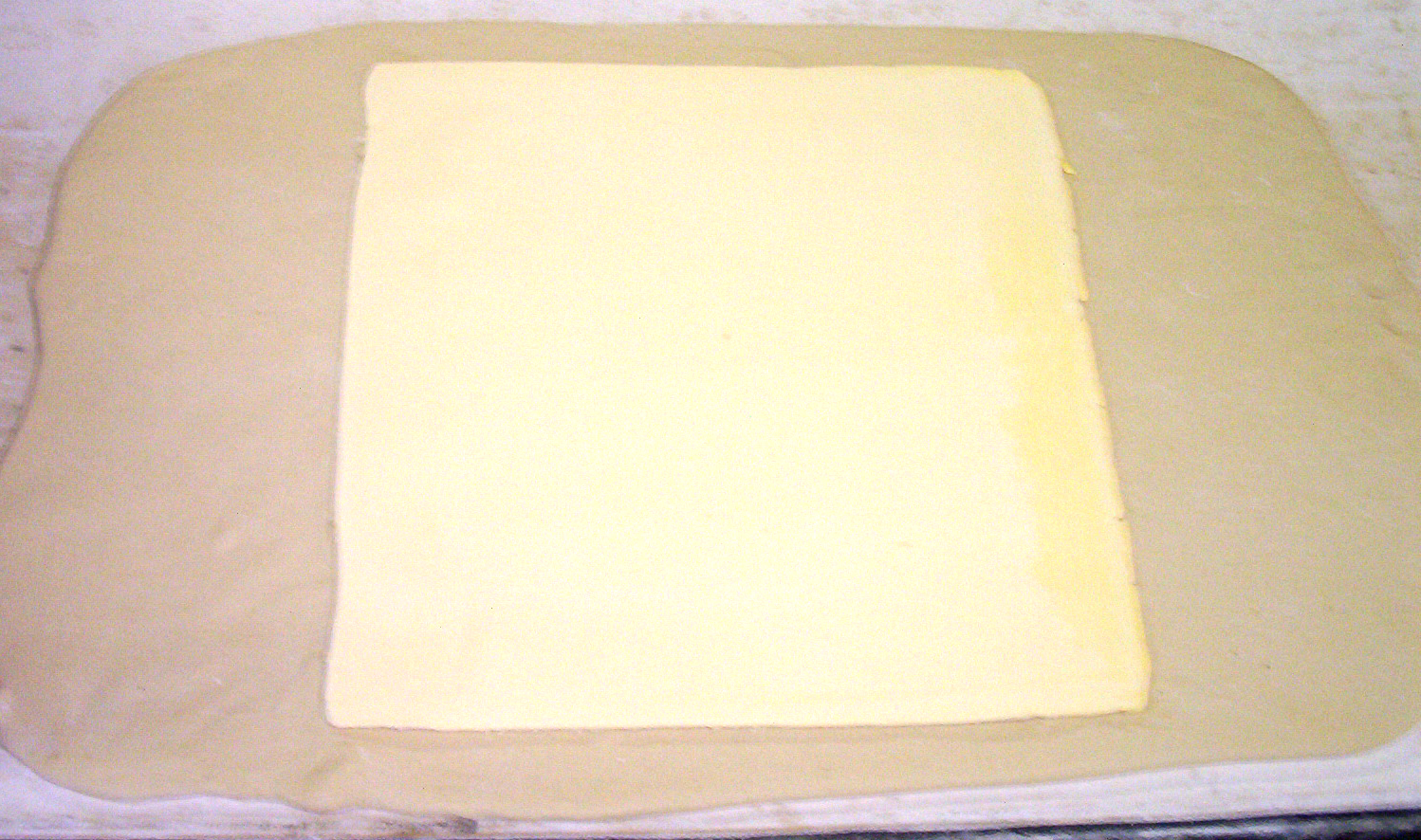
Ziehfett auf einem Grundteig

Ziehfett ist Butter oder Margarine, beide mit verringertem Wasseranteil und daher speziellen Verarbeitungseigenschaften, die für die Herstellung von Gebäck aus Ziehteig bestimmt ist. Bei der Herstellung dieser Gebäcksorten wird das Ziehfett durch wiederholtes Falten und Auswalzen schichtweise in einen Grundteig eingearbeitet (das sogenannte Tourieren), so dass der Gesamtteig eine Struktur aus sehr vielen, äußerst dünnen, abwechselnden Fett- und Teigschichten erhält, die diesen Gebäcksorten ihre typische blättrige Krume verleiht. Ziehfette ermöglichen die Herstellung einer gleichmäßigen, durchgehenden Schichtstruktur durch eine geeignete Festigkeit und plastische Verformbarkeit und dadurch, dass sie diese Eigenschaften über einen relativ großen Temperaturbereich beibehalten. Für den Fettanteil im Grundteig wird dagegen normale Butter oder Backmargarine verwendet. Ziehfett wird zu den Backfetten gezählt.

## Anforderungen
Die Notwendigkeit von speziellem Ziehfett ergibt sich aus der starken mechanischen Beanspruchung des Fettes bei der Herstellung von Ziehteigen. Beispielsweise wird üblicher Blätterteig zu einem Schichtsystem mit 144 Fettlagen von gerade einmal 60–70 µm Stärke je Schicht gefaltet und gewalzt. Plunderteig und insbesondere Blätterteig, der weder Hefe noch Backtriebmittel enthält, sind auf eine intensive physikalische Teiglockerung angewiesen, die dadurch ermöglicht wird, dass die Fettschichten beim Backen den Wasserdampf im Teig zurückhalten. Nur ein intaktes Schichtsystem, das während des Backens lange erhalten bleibt, gewährleistet diese Lockerung und führt zu der charakteristischen Schichtstruktur der Krume. Das Ziehfett muss sich daher gleichmäßig auswalzen lassen, darf nicht reißen, verschmieren oder sich in den Teig einarbeiten oder den Teig durchbrechen. Es muss dazu nach Möglichkeit genauso fest sein wie der Grundteig, in den es eingezogen wird.
Gewöhnliches Backfett entspricht diesen Forderungen nicht vollkommen: Normale Backmargarine ist weicher als gewünscht, Butter ist dies bei Raumtemperatur ebenfalls, dagegen ist sie bei niedrigeren Temperaturen zu hart. Geeignetes Ziehfett ist dagegen fest, aber gut plastisch verformbar, und behält diese Eigenschaften bei kühler bis warmer Raumtemperatur (ca. 18–24 °C). Es hat also eine flache Schmelzkurve. Wie anderes Backfett auch, soll es ungefähr bei Körpertemperatur vollständig schmelzen, damit sich ein angenehmes Mundgefühl ergibt.

## Arten von Ziehfett
Es gibt sowohl pflanzliches Ziehfett (Ziehmargarine) als auch zur Herstellung von Ziehteig bestimmte Butter oder Butterreinfett (Ziehbutter, Tourierbutter).
Bei pflanzlichem Ziehfett werden die plastischen Eigenschaften durch die Fettzusammenstellung und durch das Herstellungsverfahren beeinflusst. Der Anteil der hochschmelzenden Fette ist relativ hoch. Durch geeignete Herstellungsmethoden kristallisiert ein relativ großer Teil der Fette bereits in der Herstellung und nicht erst im fertigen Produkt, wodurch sich die Plastizität verbessert. Bei der Herstellung von Ziehbutter ist die Veränderung der Fettzusammensetzung problematisch. Zwar kann der Anteil hochschmelzender Fette erhöht werden, doch darf solcherart fraktioniertes Butterreinfett gegenüber dem Kunden nicht als „Butter“ ausgelobt werden, womit ein Vorteil von Butter gegenüber Margarine verloren geht. Bei unfraktionierter Ziehbutter (bzw. Reinfett-Ziehbutter) werden die gewünschten plastischen Eigenschaften durch geeignete Auswahl der Rohstoffe und durch besondere Herstellungsverfahren erzielt. Ziehmargarine hat außerdem einen geringeren Wassergehalt (um 10 %) als andere Margarinesorten. Damit das Fett beim Ausrollen nicht schmiert oder bröselig wird, sollte die Ziehmargarine bei der Verarbeitung etwa die gleiche Temperatur besitzen wie der Grundteig.
Ziehfett muss zur Verarbeitung zu flachen Platten geformt, auf den Teig gelegt und eingeschlagen werden. Weil das Formen die Kristallstruktur zerstört und damit das Fett weicher macht, werden bereits vorgeformte Ziehfettplatten in passender Größe und Dicke angeboten. Diese brauchen nicht so einen hohen Anteil von hochschmelzenden Fetten zu enthalten wie Ziehfett in anderen Formen. Wird das Fett erst unmittelbar vor der Verarbeitung zu Platten geformt, so kann man es mit Mehl anwirken, insbesondere beim Tourieren mit außen liegender Fettschicht (nach der sogenannten französischen Methode).
Es sind teilweise auf spezielle Gebäcksorten optimierte Produkte erhältlich, zum Beispiel weicheres Ziehfett für Plunderteig.

## Häusliche Handhabung
Für Blätter- oder Plunderteig gelingt das Tourieren gut im Winter mit mehrfacher Zwischenlagerung bei Außentemperaturen oder ganzjährig im Gefrierfach.